# Luật Cư trú 2006
Luật Cư trú của nước Cộng hòa Xã hội Chủ nghĩa Việt Nam là đạo luật về quyền cư trú của công dân Việt Nam, quy định việc sử dụng sổ hộ khẩu để quản lý nhân khẩu tại Việt Nam, căn cứ vào Hiến pháp nước Cộng hòa Xã hội Chủ nghĩa Việt Nam năm 1992 đã được sửa đổi, bổ sung theo Nghị quyết số 51/2001/QH10 ngày 25 tháng 12 năm 2001 của Quốc hội Việt Nam khóa X|Quốc hội khoá XI, kỳ họp thứ 10. Có 6 chương và 42 điều. Luật được Quốc hội khóa XI, kỳ họp thứ 10, thông qua ngày 29 tháng 11 năm 2006, Chủ tịch nước Nguyễn Minh Triết ký duyệt và công bố ngày 12 tháng 12 năm 2006. Luật có hiệu lực thi hành từ ngày 01 tháng 7 năm 2007.

## Một số nội dung cơ bản

### Quyền tự do cư trú
Luật Cư trú năm 2006 quy định về quyền tự do cư trú của công dân trên lãnh thổ nước Cộng hòa Xã hội Chủ nghĩa Việt Nam; trình tự, thủ tục đăng ký, quản lý cư trú; quyền, trách nhiệm của công dân, hộ gia đình, cơ quan, tổ chức về đăng ký, quản lý cư trú.
Đối tượng áp dụng là các cơ quan, tổ chức, hộ gia đình, công dân Việt Nam, người Việt Nam định cư ở nước ngoài vẫn còn quốc tịch Việt Nam trở về Việt Nam sinh sống.
Quyền tự do cư trú của công dân được quy định tại Điều 3 của Luật cư trú. Đó là việc công dân có quyền tự mình lựa chọn, quyết định nơi thường trú, nơi tạm trú theo quy định của Luật này và các quy định khác của pháp luật có liên quan. Quyền tự do cư trú của công dân còn được thể hiện bằng việc công dân có quyền yêu cầu cơ quan nhà nước có thẩm quyền đăng ký thường trú, đăng ký tạm trú cho họ.
Điều 3 đã quy định: "Công dân có quyền tự do cư trú theo quy định của Luật này và các quy định khác của pháp luật có liên quan. Công dân có đủ điều kiện đăng ký thường trú, tạm trú, thì có quyền yêu cầu cơ quan nhà nước có thẩm quyền đăng ký thường trú, đăng ký tạm trú. Quyền tự do cư trú của công dân chỉ bị hạn chế theo quyết định của cơ quan nhà nước có thẩm quyền và theo trình tự, thủ tục do pháp luật quy định".

### Biện pháp bảo đảm
Để bảo đảm công dân thực hiện quyền tự do cư trú, Luật đã quy định rõ các nguyên tắc cư trú và quản lý cư trú, đó là: 
- Tuân thủ Hiến pháp và pháp luật;
- Bảo đảm hài hoà quyền, lợi ích của công dân, lợi ích của Nhà nước, cộng đồng và xã hội;
- Kết hợp giữa việc bảo đảm quyền tự do cư trú, các quyền cơ bản khác của công dân và trách nhiệm của Nhà nước với nhiệm vụ xây dựng, phát triển kinh tế, xã hội, củng cố quốc phòng, an ninh, giữ gìn trật tự, an toàn xã hội.

### Các hành vi bị nghiêm cấm
Một trong những quy định nhằm bảo đảm quyền tự do cư trú của công dân được quy định tại Điều 8, đó là các hành vi bị nghiêm cấm.
Điều này quy định cụ thể chín nhóm hành vi bị nghiêm cấm, để áp dụng đối với cơ quan, tổ chức và cá nhân, nhằm bảo đảm quyền tự do cư trú của công dân được thực hiện nghiêm chỉnh, không bị gây phiền hà trong khi thực hiện việc đăng ký thường trú, tạm trú hoặc thông báo lưu trú; đồng thời, cũng bảo đảm cho công tác quản lý cư trú đạt hiệu quả cao.
Cụ thể, các hành vi bị nghiêm cấm gồm:
- Cản trở công dân thực hiện quyền tự do cư trú;
- Lạm dụng quy định về hộ khẩu để hạn chế quyền, lợi ích hợp pháp của công dân;
- Nhận hối lộ, cửa quyền, hách dịch, sách nhiễu, gây phiền hà trong việc đăng ký, quản lý cư trú;
- Thu, sử dụng lệ phí đăng ký cư trú trái với quy định của pháp luật;
- Tự đặt ra thời gian, thủ tục, giấy tờ, biểu mẫu trái với quy định của pháp luật hoặc làm sai lệnh sổ sách, hồ sơ về cư trú;
- Cố ý cấp hoặc từ chối cấp giấy tờ về cư trú trái với quy định của pháp luật;
- Lợi dụng quyền tự do cư trú để xâm phạm lợi ích của Nhà nước, quyền, lợi ích hợp pháp của tổ chức, cá nhân;
- Thuê, cho thuê, mượn, cho mượn, làm giả, sửa chữa, làm sai lệch nội dung sổ hộ khẩu, sổ tạm trú, giấy tờ khác liên quan đến cư trú;
- sử dụng giấy tờ giả về cư trú; cung cấp thông tin, tài liệu sai sự thật về cư trú;
- Tổ chức, kích động, xúi giục, lôi kéo, dụ dỗ, môi giới, giúp sức, cưỡng bức người khác vi phạm pháp luật về cư trú.
- Giải quyết cho đăng ký cư trú khi biết rõ người được cấp đăng ký cư trú không sinh sống tại chỗ ở đó
- Đồng ý cho người khác đăng ký cư trú vào chỗ ở của mình để vụ lợi hoặc trong thực tế người đăng ký không sinh sống tại chỗ ở đó.

### Trình tự thủ tục đăng ký thường trú, tạm trú
Trình tự, thủ tục đăng ký thường trú, tạm trú phải đơn giản, thuận tiện, kịp thời, chính xác, công khai, minh bạch, không gây phiền hà; việc quản lý cư trú phải bảo đảm hiệu quả. Mọi thay đổi về cư trú phải được đăng ký; mỗi người chỉ được đăng ký thường trú, đăng ký tạm trú một nơi".
Đồng thời, Luật cũng quy định các điều kiện bảo đảm thực hiện quyền tự do cư trú của công dân và hoạt động quản lý cư trú. Điều 5 Luật cư trú khẳng định, quyền tự do cư trú của công dân được Nhà nước bảo đảm. Mọi hành vi của cơ quan, tổ chức, cá nhân xâm phạm đến quyền tự do cư trú của công dân đều bị xử lý nghiêm minh.
Trong Điều này, Luật cũng đã thể hiện rõ sự quan tâm của Nhà nước đối với hoạt động quản lý cư trú, bằng cách bảo đảm ngân sách, cơ sở vật chất, nguồn lực, đầu tư phát triển công nghệ, kỹ thuật tiên tiến. Việc quan tâm về nguồn lực cũng như về vật chất của Nhà nước cho hoạt động quản lý cư trú cũng có nghĩa là phục vụ tốt cho việc thực hiện quyền tự do cư trú của công dân.